# Вторая тень (фильм, 2000)
«Вторая тень» (итал. La seconda ombra, 2000) — фильм, снятый в 2000 году режиссёром Сильвано Агости (итал. Silvano Agosti).
Фильм посвящён событиям, связанным с деятельностью Франко Базальи — директора психиатрической больницы Гориции и инициатора закона, носящего его имя и совершившего переворот в представлении о психически больном. Большинство героев фильма составляют люди, которые действительно работали или провели часть своей жизни в психиатрических больницах Гориции и Триеста. Франко Базалью сыграл Ремо Джироне, супругу Франко Базальи — Франку Онгаро сыграла Виктория Дзинни.
«Фильм показывает реальную борьбу, — поясняет соратник Базальи, 87-летний детский психиатр профессор Джованни Боллеа. — Попытавшись изменить внутреннюю организацию учреждения, Франко понял, что это невозможно. В учреждении, среди персонала, среди врачей, были противники. Им надлежало уйти. Однако вопрос о взрослых психически больных всё ещё остаётся открытым, поскольку недостаёт закона 180, который предусматривал бы создание структур социальной поддержки. Остались бывшие психиатрические больницы, которые жутким видом опустевших и заброшенных корпусов напоминают концлагерь. Полезный фильм, чтобы понять, что ещё многое предстоит сделать».
По словам режиссёра фильма Сильвано Агости, фильму следовало бы дать название «Стена»,

## Сюжет
Человек в одежде рассыльного, который впоследствии окажется новым директором психиатрической больницы Гориции, составляет себе представление об условиях, в которых живут пациенты психиатрической больницы. В ходу электросудорожная терапия, лоботомия, смирительные рубашки, побои и запирание на замок. Психически больные находятся в бедственном положении.
Заняв место директора, он идёт на риск с целью изменить роль, отведённую врачам и санитарам, и улучшить условия жизни пациентов. Он открывает выход в большой больничный сад, где ранее пациентам запрещали гулять, и наконец предлагает снести стену, отделяющую больных от социума. Затем происходит снос стены.

…ибо я хотел поведать о том необыкновенном моменте, когда Базалья попросил 1200 своих пациентов сломать стену, по которой люди узнавали психиатрическую больницу, и я создал этот сюжет, рассказывающий об этих удивительных героях, которые решили сломать физический барьер, отделяющий их от окружающего мира, неоправданно надеясь, что рухнут и все иные барьеры:73… Я назвал фильм «Вторая тень», ибо этот герой произвёл на меня глубокое впечатление, взгляните, каков итог 250 лет существования психиатрических больниц: «Когда врачи и санитары меня пытали, делая вид, что лечат, я находил убежище в своей второй тени и уже ничего не чувствовал». И что такое, по всей вероятности, вторая тень? Это предназначение, которое не осуществилось и не осуществляется в жизни каждого человека; мне было бы на редкость приятно, если бы люди спрашивали себя по крайней мере каждый месяц или каждую неделю: «А я живу в соответствии со своим предназначением, которое мне предначертано и которое я хотел осуществить своей жизнью?» Я был бы чрезвычайно рад, если бы большинство ответило «да»; пока я думаю, что всё устроено таким образом, что практически невозможно ответить «да»:74.
Оригинальный текст (итал.) perché io volevo raccontare questo momento fiabesco in cui Basaglia ha detto ai suoi 1200 ricoverati buttiamo giù il muro in modo che la gente veda cos’è il manicomio, e ho costruito questa fiaba di questi straordinari personaggi che decidono di buttare giù la barriera fisica che li separa dal mondo circostante, sperando inutilmente che cadano anche tutte le altre barriere...  io ho intitolato il film “la seconda ombra” perché questo personaggio mi ha profondamente colpito, guardate che sintesi perfetta di 250 anni di realtà manicomiale: “Quando medici e infermieri con la scusa di curarmi, mi torturavano, io mi rifugiavo nella mia seconda ombra, e non sentivo più niente”. E cos’è la seconda ombra forse? È il destino che ogni persona non ha vissuto e non sta vivendo, mi sarebbe straordinariamente caro che le persone si chiedessero almeno una volta al mese o alla settimana, “ma io sto vivendo il destino che mi ero preconizzato e che volevo vivere?”. Sarei tanto contento che i più rispondessero di sì, finora credo che le cose siano organizzate in modo tale che sia abbastanza impossibile rispondere di sì.

Когда врачи и санитары меня пытали, делая вид, что лечат, я находил убежище в своей второй тени и уже ничего не чувствовал:74.
Оригинальный текст (итал.)Quando medici e infermieri con la scusa di curarmi, mi torturavano, io mi rifugiavo nella mia seconda ombra, e non sentivo più niente.